# Académie des sciences de Lisbonne
L’Académie des sciences de Lisbonne est une société savante créée sous le nom d’Académie royale des sciences, à Lisbonne, le 24 décembre 1779, sous l’égide de Marie Ire de Portugal.
Elle a pour but d'encourager la recherche scientifique, de stimuler l'étude de la langue et de la littérature portugaises et de promouvoir l'étude de l'histoire portugaise et ses relations avec les autres pays,.

## Fondation

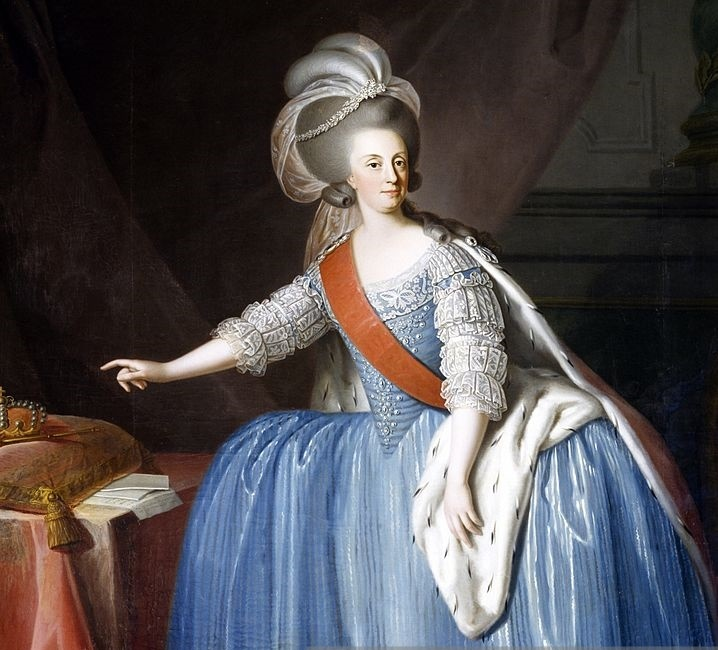
Marie la folle, fondatrice de l’Académie royale des sciences.

L’Académie a été fondée sous le règne de Marie Ire et Pierre III, pendant les Lumières.
Sous l’égide de la reine, ses fondateurs sont, respectivement, son premier président et grand mentor, 2e duc de Lafões et le premier secrétaire, l’abbé Correia da Serra,, tous deux de fervents opposants au régime du marquis de Pombal,.
La création de cet établissement s’inscrit dans une tendance antipombaline, clairement contre l’étude des sciences humaines, que le marquis avait tenu à maintenir. À l’époque, deux classes ont été créées, l’une de Sciences et l’autre de Belles-Lettres.
En 1783, Marie Ire et Pierre III s’étant déclaré protecteurs de l’Académie, celle-ci a reçu le titre d’« Académie royale ».
Du XIXe siècle au milieu des années 1930, l’Académie s’est engagée à planter des oliviers à travers le pays et à créer un cours de zoologie, guidé par le père Joseph Mayne.
En 1851, il avait deux classes autonomes publiant chacun son propre bulletin : Lettres et Sciences.
À la proclamation de la République portugaise, l’Académie a pris le nom d’« Académie des sciences de Lisbonne »,.

## Rôle
L'Académie est l'organe consultatif du gouvernement sur les questions linguistiques.
L'Académie doit coordonner son action avec l’Académie brésilienne des lettres et avec le réseau des académies européennes et mondiales, y compris les pays lusophones et les noyaux portugais à l'étranger.

## Historique

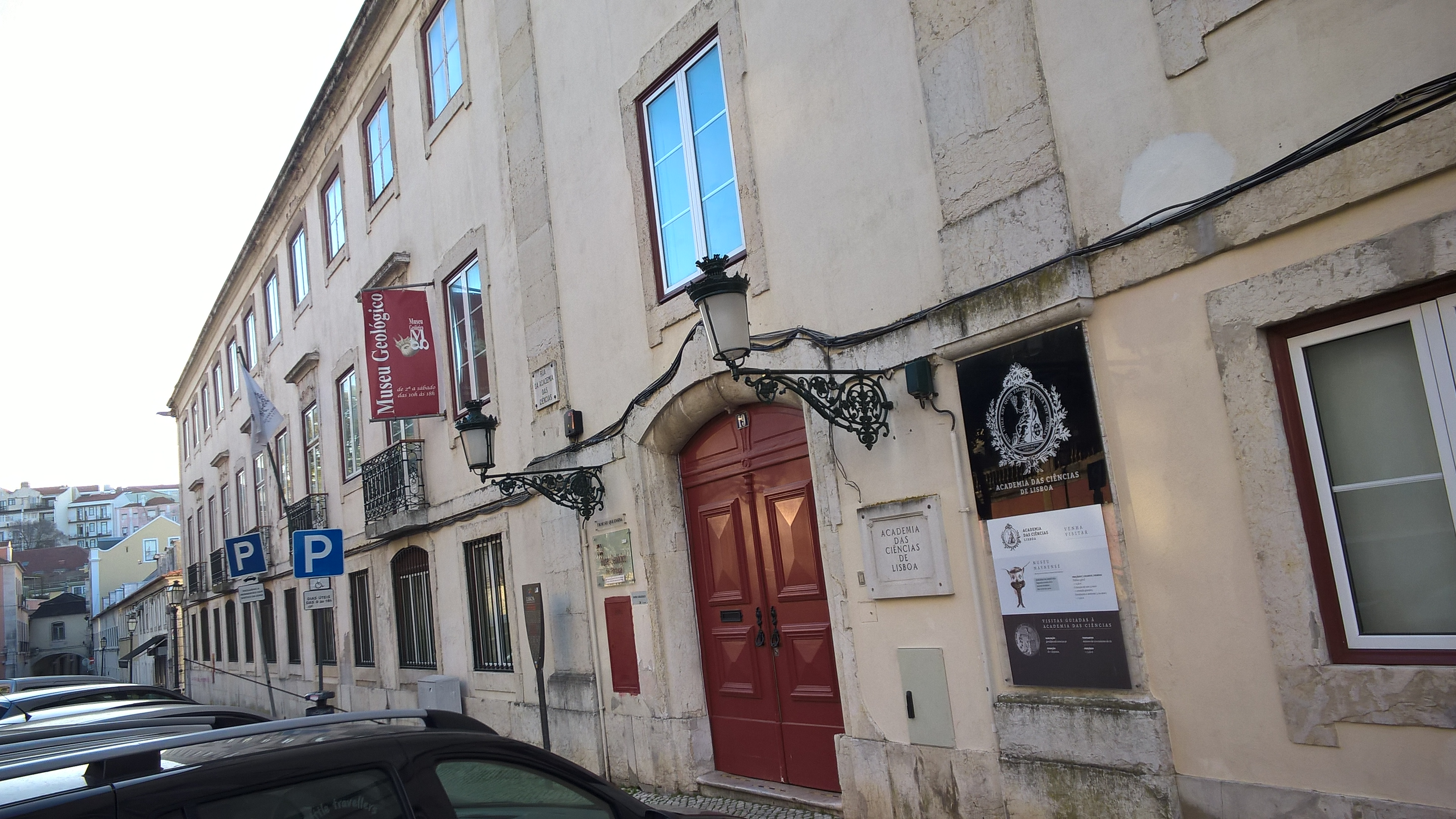
Entrée de l’Académie.

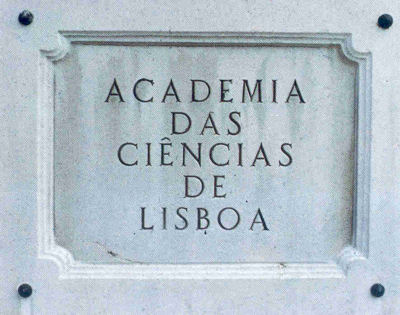
Plaque à l’entrée de l’Académie.

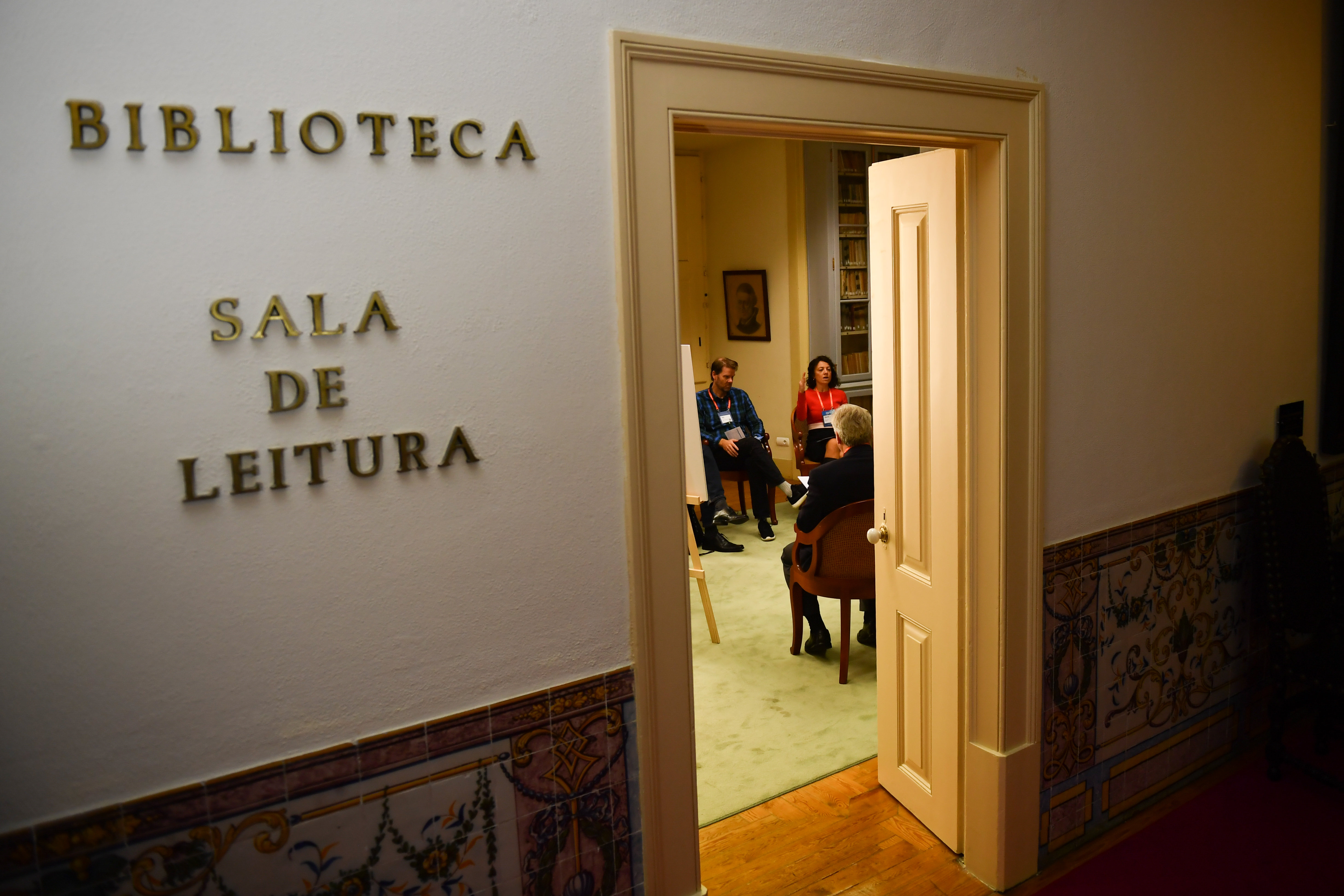
Salle de lecture de la bibliothèque.

Tout au long de son histoire, l’Académie a connu six sites officiels. Le premier siège de l’Académie était dans le Palácio das Necessidades, après l’abolition des ordres religieux.
En 1834, à la suite de l’abolition des ordres religieux, la communauté franciscaine quitte le couvent de Nossa Senhora de Jesus du Tiers Ordre de São Francisco, à Lisbonne. Les 26 et 27 octobre 1834, deux décrets procédèrent à la donation du bâtiment du couvent à l’Académie, pour son établissement perpétuel, dont la donation à la librairie, au musée d’histoire naturelle et des artefacts et à la galerie de peinture. Depuis octobre 1834, l’Académie est installée dans l’ancien couvent de Nossa Senhora de Jesus du Tiers Ordre de São Francisco, à Rua da Academia das Ciências, no 19, dans la partie inférieure du Bairro Alto, à Lisbonne, ;
En 1836, le ministère du Royaume a chargé l’Académie d’installer un jardin botanique dans l’enceinte du couvent ;
En 1838, installation dans une partie des installations conventuelles du Bureau d’Histoire Naturelle ;
En 1858, à la demande de Pierre V, l’Académie a donné le deuxième étage et une partie des locaux à la Commission géologique ;
En 1859, installation du Cours Supérieur de Lettres dans l’aile Ouest du bâtiment ;
Entre 1859-1891, nouvelles affectations d’espaces pour le Cours Supérieur de Lettres (cloître, 2 salles au rez-de-chaussée et compartiments au 1er étage) ;
Le 27 janvier 1891, décret par lequel l’Académie accepte la mise à disposition d’installations à la condition qu’elles reviennent au service de l’Académie le plus tôt possible ;
En 1895, fonctionnement du Parlement à la Bibliothèque de l’Académie des sciences de Lisbonne, en raison de l’incendie au palais de São Bento ;
En 1903, construction du lycée Passos Manuel sur l’ancienne enceinte du couvent ;
Entre 1910 et 1911, fermeture de la typographie de l’Académie des sciences, qui opérait au sous-sol du bâtiment, transfert les matériaux et le personnel à la Presse nationale ; transfert définitif du lycée Passos Manuel vers les nouvelles installations.

## Classes, sections et instituts
L'Académie des sciences de Lisbonne se compose de deux classes académiques, la classe de sciences et la classe de lettres, et comprend l'Institut des hautes études et l'Institut de lexicologie et de lexicographie de la langue portugaise.

## Classes
À sa fondation, l’Académie se composait de trois classes (sciences naturelles, sciences exactes et beaux-arts). En 1851, les deux premiers se sont réunis dans la classe de sciences et le second a donné naissance à la classe de lettres. Les classes sont organisées en sections.

### Sections de cours de sciences
- 1re - Mathématiques ;
- 2e - Physique ;
- 3e - Chimie ;
- 4e - Sciences de la Terre et de l’espace ;
- 5e - Sciences biologiques ;
- 6e - Sciences médicales ;
- 7e - Sciences de l’ingénieur et autres sciences appliquées.

### Sections de classe de lettres
- 1re section - Littérature et études littéraires ;
- 2e section - Philologie et linguistique ;
- 3e section - Philosophie, psychologie et sciences de l’éducation ;
- 4e section - Histoire et géographie ;
- 5e section - Droit et science politique ;
- 6e section - Économie et finances ;
- 7e section - Sociologie et autres sciences humaines et sociales[16].

### Composition
Chaque classe comporte un président et un vice-président, un secrétaire et un vice-secrétaire. Le président et le vice-président, le secrétaire général et le secrétaire général adjoint de l’Académie sont, par nature, présidents et secrétaires des classes auxquelles ils appartiennent respectivement. Les vice-présidents et vice-secrétaires des classes sont élus annuellement au scrutin secret.

## Instituts

### Institut des hautes études
Ouvert aux experts et scientifiques n’appartenant pas à l’Académie, cet Institut a pour objectif de promouvoir les études avancées en sciences et en humanités.

### Institut de lexicologie et de lexicographie de la langue portugaise
Cet institut vise à stimuler la préservation et l’expansion de la langue portugaise, étant également ouvert à la participation d’experts et de scientifiques n’appartenant pas à l’Académie. Parmi les travaux réalisés par l’Institut de lexicologie et de lexicographie de l’ACL, figure Dicionário da Língua Portuguesa Contemporânea.

## Gouvernance

### Présidence
La présidence de l’Académie se compose d’un président et d’un vice-président, élus par l’assemblée plénière de l’Académie pour une période de trois ans, et doivent appartenir à des classes différentes.

### Autres postes
Vice-président de la classe de sciences ; Vice-président de la classe de lettres ; Secrétaire général et secrétaire de la classe de sciences ; Secrétaire général adjoint et secrétaire de la classe de lettres ; Trésorier ; Secrétaire adjointe de la classe de sciences ; Vice-secrétaire de la classe de lettres ; Inspecteur de la bibliothèque ; Président de l'Instituto de Hautes Études ; Président de l'Institut de lexicologie et de lexicographie de la langue portugaise ; Directeur du musée de Maynense ; Directeur du service du patrimoine.

### Académiciens
Chaque section comprend cinq membres permanents (académiciens) et dix membres correspondants. Il existe également des membres correspondants brésiliens, des membres correspondants étrangers, des membres honoraires et des membres émérites.